# Gopniki

Gopnik w stereotypowym wyobrażeniu

Niektóre z zamieszczonych tu informacji od 2023-02 wymagają weryfikacji.
 Po wyeliminowaniu niedoskonałości należy usunąć szablon [[Szablon:Dopracować|]] z tego artykułu.
Gopniki (ros. гóпники; także gopota ros. гопота́) – rosyjskie slangowe określenie młodzieży lub tworzonej przez nią subkultury, przejawiającej upodobanie do chuligaństwa i używek. W społeczności internetowej mianem gopników często określa się fanów muzyki z gatunku hardbass.

## Charakterystyka
W stereotypowym wyobrażeniu, ubiór gopnika najczęściej stanowi dres i kaszkiet, jego ulubioną muzyką jest rosyjski hip-hop lub hardbass, natomiast ulubioną marką samochodową - łada. Gopnicy często nadużywają alkoholu i narkotyków, przejawiają również skłonność do agresji, zwłaszcza działań chuligańskich i przestępczych.

## Etymologia
Etymologia określenia „gopnik” nie jest jasna i opiera się na niepotwierdzonych spekulacjach wśród których wymienić można między innymi:
- Pochodzenie od akronimu GOP oznaczającego Miejskie Towarzystwo Opieki (ros. Городское Oбщество Призрения, Gorodskoje Obszczestwo Prizrienija). Wspólnoty tego typu były zakładane w licznych miastach po rewolucji październikowej.
- Pochodzenie od akronimu GOP oznaczającego Miejski Akademik Proletariacki (ros. Городское Oбщежитие Пролетариата, Gorodskoje obszczeżitije proletariata), który rzekomo został założony w 1920 r. w Sankt-Petersburgu w hotelu Oktiabr’skaja, szybko stając się miejscem znanym z przestępczości. Istnienie tej instytucji nigdy nie zostało jednak potwierdzone.
- Pochodzenie od slangowego wyrażenia „gop-stop” (ros. гоп-стоп), oznaczającego uliczny rozbój.

## Historia

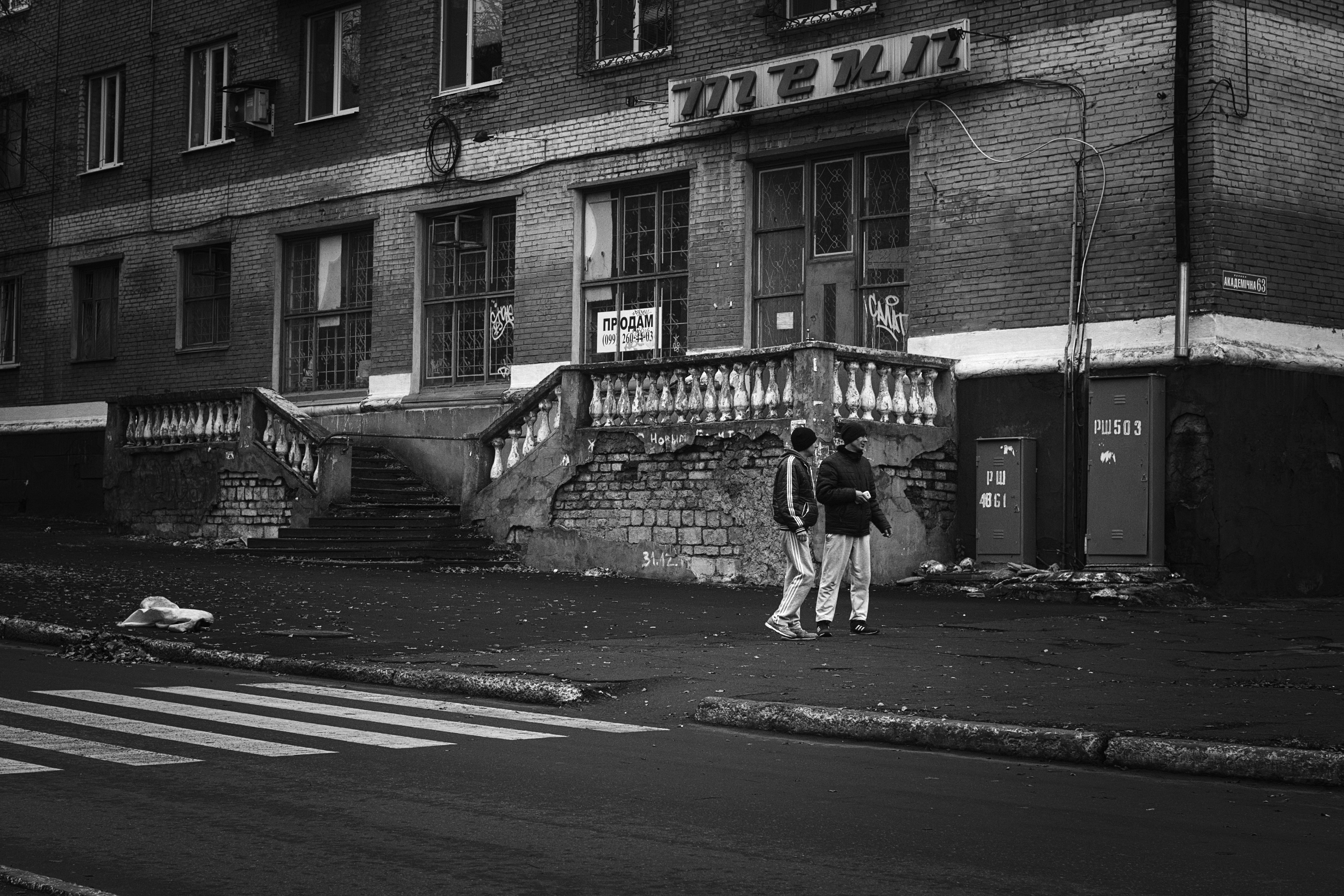
Dwaj gopnicy, 2017 r.

Subkultura powstała wraz z przeprowadzoną w latach 90 XX wieku transformacją gospodarczą Rosji (patrz: pieriestrojka) i związaną z nią migracją ludności ze wsi do miast w poszukiwaniu zatrudnienia. Wzmożony napływ ludności wymusił konieczność szybkiej budowy nowych osiedli (zwłaszcza w rejonach przemysłowych). Plany urbanistyczne nie brały jednak pod uwagę infrastruktury mogącej zaoferować szczególne atrakcje dla nowych mieszkańców, co z kolei pchnęło młodzież w poszukiwanie rozrywek na własną rękę. Wśród tej grupy wiekowej popularne stało się podejmowanie zachowań ryzykownych i patologicznych, zwłaszcza uciekanie w używki jak alkohol i narkotyki, z czasem zmieniając się w swoisty „styl życia”.
W 2010 roku, zespół XS Project nagrał filmik na którym członkowie zespołu przebrani za gopników, wygłupiali się na petersburskim placu zabaw. Filmik bardzo szybko zdobył na popularności, zaś specyficzna muzyka i sposób tańca zaczął rozprzestrzeniać się na zasadzie Harlem Shake'u. Od tego czasu muzyka z gatunku hardbass zaczęła być kojarzona w Rosji i na świecie z subkulturą gopników. 
W 2016 roku subkultura gopników została upamiętniona pomnikiem odsłoniętym w Petersburgu. Natomiast w Odessie co roku organizowane są specjalne parady gopników.